# Schlagbolzenverbindung

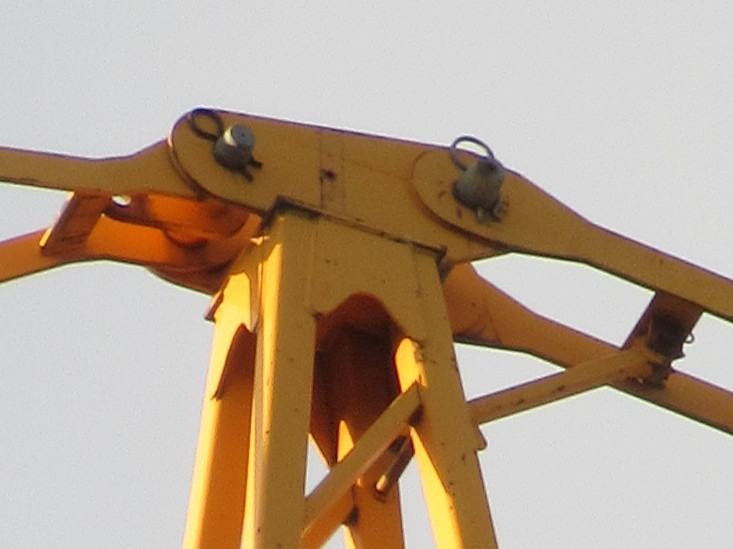
Schlagbolzenverbindung an der Spitze eines Liebherr Turmdrehkrans

Schlagbolzenverbindungen werden für Turmelemente von Baukranen eingesetzt. Dabei werden die Schlagbolzen in die vorgesehene Ausbohrung gesetzt und mit Splinten oder Federsteckern gesichert. Im Unterschied zur weitverbreiteten Schraub-Lösung ist bei Bolzenverbindungen kein zusätzliches Werkzeug, wie Drehmomentschlüssel oder Spannwerkzeug notwendig. 
Bolzenverbindungen bieten zudem Sicherheitsvorteile, da eine einfache Sichtprüfung genügt und keine fortlaufende Zustandskontrolle der Schraubgewinde stattfinden muss. Auch bei der Montage und Demontage eines Krans hilft die schnelle Bolzenmethode Zeit zu sparen. Die Bolzen lassen sich auch nach langer Standzeit eines Krans mühelos demontieren. 
Anfang der 1960er Jahre führt Wolffkran als einer der ersten Turmdrehkranhersteller aus Deutschland die Bolzenverbindung ein. Nach der Entwicklung der Bolzenverbindung folgt in den 1970er Jahren das modulare Turmsystem. Heute findet man diese Form des Baukastensystems häufig bei anderen Kranherstellern wieder.